# Jana McKinnon
Jana Naomi McKinnon (* 1999 in Korneuburg) ist eine österreichisch-australische Schauspielerin.

## Leben
Jana McKinnon wurde als Tochter einer Österreicherin und eines Australiers geboren und wuchs in Australien und Wien auf. Im Alter von vier Jahren sammelte sie erste Schauspielerfahrungen bei einem Kurzfilm einer Freundin der Familie.
Eine Hauptrolle hatte sie 2015 im Kinofilm Beautiful Girl von Regisseur Dominik Hartl an der Seite von Lilian Klebow und Hary Prinz, die darin ihre Eltern spielen. Für diese Rolle wurde sie als beste Nachwuchsdarstellerin auf dem Filmkunstfest Mecklenburg-Vorpommern ausgezeichnet. Außerdem war sie im Rahmen der Romyverleihung 2016 als beste Nachwuchsschauspielerin nominiert. Eine weitere Hauptrolle hatte sie im Kinofilm Jeder der fällt hat Flügel (Regie: Peter Brunner), der im Juli 2015 beim Internationalen Filmfestival Karlovy Vary mit dem Spezialpreis der Jury ausgezeichnet wurde und im September 2016 in die österreichischen Kinos kam.
2018 spielte McKinnon an der Seite von Alli Neumann in Kim Franks Spielfilm Wach. Für ihre Darstellung wurde sie 2020 mit dem New Faces Award als beste Nachwuchsschauspielerin ausgezeichnet. In der Amazon-Serie Wir Kinder vom Bahnhof Zoo, einem Remake des Spielfilmes Christiane F. – Wir Kinder vom Bahnhof Zoo, verkörperte sie die Rolle der Christiane F. In der Tatort-Folge Luna frisst oder stirbt verkörperte sie 2021 die Rolle der Autorin Luise Nathan an der Seite von Lena Urzendowsky, mit der sie zuvor für Wir Kinder vom Bahnhof Zoo vor der Kamera stand. Im Spielfilm Servus Papa, See You in Hell (2022) von Christopher Roth hatte sie eine Hauptrolle als Jeanne.
Im September 2022 übernahm sie in Silber und das Buch der Träume basierend auf Kerstin Giers Silber-Trilogie für Prime Video unter der Regie von Helena Hufnagel die Hauptrolle der 17-jährigen Liv. In der im Februar 2023 veröffentlichten australischen Mini-Serie Bad Behaviour des Streaming-Anbieters Stan gehörte sie als Jo Mackenzie zur Hauptbesetzung. In der zweiten Staffel der Serie Black Snow (2025) des Streaming-Anbieters Stan verkörperte sie die Rolle der Zoe Jacobs.

## Filmografie (Auswahl)
- 2007: Bleiben will ich wo ich nie gewesen bin, Regie: Libertad Hackl
- 2008: Revanche, Regie: Götz Spielmann
- 2010: Marie-Horror Vacui, Regie: Bernadette Weigel
- 2013: Mein blindes Herz, Regie: Peter Brunner
- 2015: Beautiful Girl, Regie: Dominik Hartl
- 2015: Jeder der fällt hat Flügel, Regie: Peter Brunner
- 2015: Wer nie sein Brot mit Tränen aß, Regie: Henri Steinmetz
- 2016: Das unmögliche Bild, Regie: Sandra Wollner
- 2016: Liebe möglicherweise, Regie: Michael Kreihsl
- 2018: To the Night, Regie: Peter Brunner
- 2018: Wach, Regie: Kim Frank
- 2019: Tatort: Die Pfalz von oben, Regie: Brigitte Maria Bertele
- 2019: Landkrimi – Steirerkreuz, Regie: Wolfgang Murnberger
- 2020: The Trouble with Being Born, Regie: Sandra Wollner
- 2021: Wir Kinder vom Bahnhof Zoo (Fernsehserie, 8 Episoden)
- 2021: Tatort: Luna frisst oder stirbt
- 2022: Die Discounter (Fernsehserie, Episode 2x07)
- 2022: Servus Papa, See You in Hell
- 2023: Bad Behaviour (Mini-Serie, 4 Episoden)
- 2023: Silber und das Buch der Träume
- 2025: Black Snow (Fernsehserie, 6 Episoden)
- 2025: Der Prank
- 2025: Sugarland

## Auszeichnungen und Nominierungen
- 2016: Romyverleihung 2016 – Nominierung als beste Nachwuchsschauspielerin
- 2019: Studio Hamburg Nachwuchspreis – Nominierung als beste Nachwuchsdarstellerin für ihre Rolle als C. im Film WACH[18]
- 2020: New Faces Award – Auszeichnung als beste Nachwuchsschauspielerin für Wach[19][9]
- 2021: Quotenmeter-Fernsehpreis – Nominierung in der Kategorie Beste Hauptdarstellerin einer Serie oder Reihe für Wir Kinder vom Bahnhof Zoo[20]
- 2022: Jupiter-Award – Nominierung in der Kategorie Beste Darstellerin (Kino, TV, Streaming) National für Wir Kinder vom Bahnhof Zoo